# 佛罗里达湾

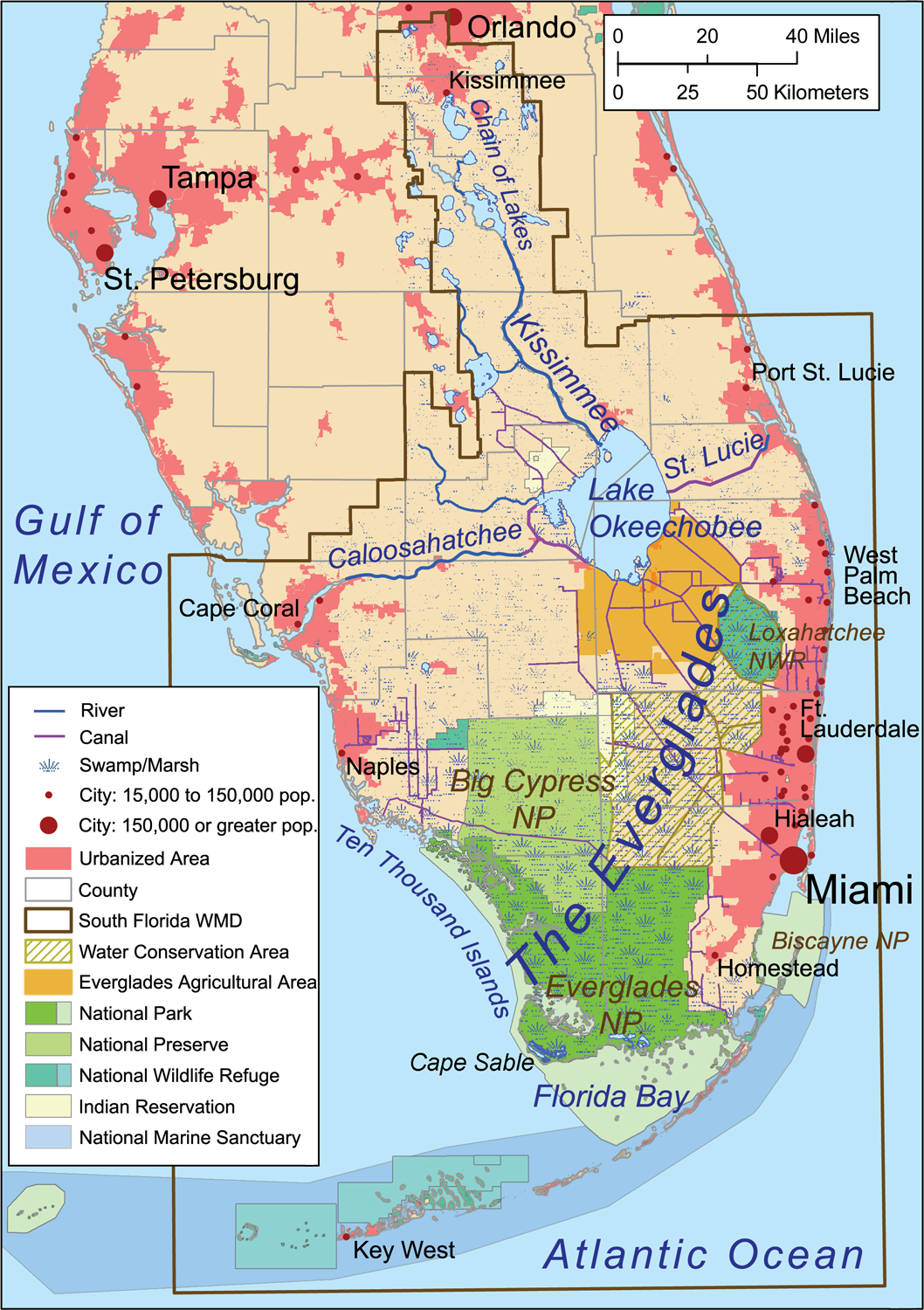
佛羅里達州南部的三份一位置，而大陸南端對開的佛羅里達灣則以淡綠色顯示。

佛羅里達灣（英文：Florida Bay）是位於在墨西哥灣和美國佛羅里達南端的比斯開灣和佛羅里達礁島群之間的海灣，大致呈三角形，水深一般不足3公尺。多泥灘形成的小島，灣內有經過疏浚的航道。灣區大部劃入大沼澤地國家公園。佛羅里達灣海岸之間的盆地部分為龐大的漁場，可以捕到的魚獲包括紅樹林鯛魚、鯖魚，以及其他各種，而所抽取的泥漿對古代海洋生物發展也有研究價值。